# Констанца од Арла
Констанца од Арла (око 986. – 28. јул 1032), позната и као Констанца од Провансе, је била француска краљица и трећа супруга Роберта II Побожног.

## Биографија

### Породица
Рођена је 986. године. Констанца је била ћерка Вилијама I од Провансе и Аделаде Анжујске, ћерке Фулка II Анжујског. Била је полусестра Вилијама II од Провансе.

### Закључење брака
Констанца је била удата за француског краља Роберта II Побожног. Била му је трећа супруга. Роберт је најпре био ожењен Розалом од Италије, ћерком Беренгара Иврејског. Будући да је била знатно старија од супруга, Розала му није могла родити деце. Брак је раскинут 996. године, након смрти Робертовог оца Ига Капета. Роберт се потом оженио Бертом од Бургундије. Међутим, због блиског крвног сродства, против брака су се бунили црквени кругови. Роберта је најпре екскомуницирао папа Гргур V, а потом и папа Силвестер II. Због тога је француски краљ био приморан да се разведе. Трећа супруга Роберта била је Констанца. Брак је закључен 1001. године. Констанца је у Француској била презирана због својих провансалских рођака и обичаја. Робертов пријатељ, Иго од Бувеа, покушао га је убедити да се разведе 1007. године. Могуће на захтев саме краљице, Роберт је наредио да се Иго погуби.

### Француска краљица
Француски краљ је 1010. године отишао у Рим, заједно са бившом супругом Бертом. Од папе Сергија IV је тражио дозволу да се разведе од Констанце и поново ожени Бертом. Међутим, папа Сергије није намеравао да дозволи брак међу сродницима, који су већ осудили његови претходници. Робертов захтев је одбијен. Према једном извору, Роберт је по повратку "више волео своју супругу". Берта је свакако и умрла 1010. године.
На захтев Констанце од Арла, њен најстарији син Иго Велики крунисан је 1017. године за француског краља и очевог савладара. Иго је, међутим, неколико година касније тражио да му отац одели део државе на управу. Подигао је побуну 1025. године, услед очевог одбијања захтева. Констанца је била бесна на сина, када је сазнала за побуну. Иго се у неком тренутку помирио са родитељима, али је убрзо после тога и умро, вероватно са око осамнаест година. Краљевски пар живео је у несрећном браку. Краљичино ментално здравље није било добро.

### Наслеђе француског престола
Роберт и Констанца су се свађали и око тога ко би од преживелих синова требало да наследи француски престо. Роберт је фаворизовао свог другог сина Хенрија, док је Констанца фаворизовала трећег сина Роберта. Упркос протестима његове мајке и отпору неколико бискупа, Хенри је крунисан за краља 1027. године. Констанца је храбрила своје синове да се побуне против оца. Они су нападали и пљачкали градове и дворце који су припадали њиховом оцу. Роберт, Констанцин миљеник, је напао Бургундију, војводство које му је обећано, али га никада није освојио. Хенри је заузео Дреу. Роберт је на крају пристао на захтеве својих синова и тиме је успостављен мир, који је трајао до смрти старог краља.

### Последње године
Роберт је умро 20. јула 1031. године. Убрзо након тога се и краљица разболела. Констанца је била у сукобу са својим преживелим синовима. Одбила је предати своје области. Хенри је отишао у Нормандију, где је од брата Роберта добио помоћ, оружје и војнике. Вратио се да нападне своју мајку. Констанца је побегла у Понто. Предала се тек када је Хенри започео са опсадом Ле Пусеа и заклео се да ће побити све тамошње становнике. Констанца је умрла 28. јула 1032. године од кашља. Сахрањена је поред свог супруга у базилици Сен Дени.

### Потомство
Констанца и Роберт имали су шесторо деце:
- Адвиса, грофица Оксера (око 1003. - после 1063), удата за Ренеа I од Невера.[11]
- Иго Магнус, ко-краљ (ок 1007. - 17. септембар 1026)
- Анри I (17. мај 1008. - 4. август 1060)[2]
- Адела, грофица Контенанса (1009 - 8. јануар 1079), удата најпре за Ричарда III од Нормандије, а потом за Балдуина V од Фландрије.
- Роберт I од Бургундије (1011 - 21. март 1076)[12]
- Едо (1013-1056)[2]